# Goliath (самопідіймальне судно)
Goliath — морське будівельне судно, яке залучалось до спорудження офшорних вітрових електростанцій.

## Характеристики
Судно спорудили у 2009 році на бельгійській верфі компанії Iemants для компанії GeoSea (входить до бельгійської ж групи DEME). За своїм архітектурно-конструктивним типом Goliath відноситься до самопідіймальних (jack-up) та має чотири опори довжиною по 79 метрів (максимальна довжина нижче корпусу 64 метри), що дозволяє йому діяти в районах з глибинами моря до 40 метрів.
Судно обладнане краном вантажопідйомністю 400 тонн, а на його робочій палубі площею 1080 м2 може розміщуватись до 1400 тонн вантажу. Точність встановлення на місці робіт забезпечується системою динамічного позиціювання DP2.
На судні можливе розміщення 52 осіб. Для перевезення персоналу та вантажів Goliath має майданчик для гелікоптерів.

## Завдання судна

### Офшорна вітроенергетика
Першим завданням для Goliath став монтаж у другій половині 2009 року шести вітрових турбін на першій німецькій ВЕС Альфа-Фентус (Північне море).
У 2010 та 2011 роках судно залучили до спорудження фундаментів на ВЕС Уолні (Ірландське море біля узбережжя Камбрії). Оскільки вага монопаль перевищувала можливості кранового обладнання Goliath, їх подачу під забивання здійснювали плавучі крани — Taklift 7 на першій черзі (палі вагою 600 тонн) та Svanen на другій (палі вагою 800 тонн).
В 2012-му судно провело підготовчі роботи на ВЕС Тріанель-Боркум в німецькому секторі Північного моря, де встановило 120 паль під майбутні фундаменти типу "трипод".
Весною 2013 року Goliath змонтувало останні 18 вітрових агрегатів на другій та третій чергах бельгійської ВЕС Торнтон-Банк.
Наступним завданням судна стали роботи на ВЕС Балтік 2 (німецький сектор Балтійського моря північніше острова Рюген). Ще у 2011 році воно провело тут тестові пальні роботи. А з серпня 2013-го по весну 2014-го Goliath встановив на місці будівництва станції 123 палі, на які плавучі крани Taklift 4 та Stanislav Yudin змонтували 41 ґратчасту опорну основу під вітроагрегати.
У 2015 році судно разом з іншою самопідіймальною установкою JB-117 провадило попередні дослідження в протоці Ла-Манш на місці майбутньої французької ВЕС Фекам.
В травні 2017-го Goliath в нідерландському порту Вліссінген завантажили на напівзанурене судно Kang Sheng Kou та відправили до Шанхая. Згідно з угодою між DEME та китайською компанією COSCO там воно пройде переобладнання на місцевій верфі для подальшої участі в спорудженні офшорних вітрових електростанцій у водах Китаю.

### Припливна електроенергетика
У вересні 2015-го Goliath провадив дослідження в протоці Raz Blanchard (англ. Alderney Race, між британським островом Олдерні та  мисом Ла-Хог на французькому півострові Котантен). Вивчалась можливість нормальної операційної діяльності самопідіймальних суден в умовах сильних припливних явищ. Судно успішно діяло при швидкості течій до 10 вузлів при відстані від корпусу до морського дна у 56 метрів.